# آب‌های راکد
آب‌های راکد (به روسی: Тихие омуты) یک فیلم کمدی رمانتیک روسی به کارگردانی الدار ریازانوف با بازی آلکساندر عبدلف و آندری اسمولیاکوف محصول سال ۲۰۰۰ میلادی است.